# باشگاه فوتبال سانتا لوسیا
باشگاه فوتبال سانتا لوسیا کوتزومالگوآپا (به سادگی با نام سانتا لوسیا شناخته می‌شود) یک باشگاه فوتبال حرفه‌ای گواتمالایی مستقر در سانتا لوسیا کوتزومالگوآپا، گواتمالا است که در لیگ دسته دوم فوتبال گواتمالا رقابت می‌کند. این تیم که در سال ۱۹۹۲ تأسیس شد، مسابقات خانگی خود را در ورزشگاه مونیسیپال سانتا لوسیا انجام می‌دهد.